# Hamdan bin Muhammad Al Maktum

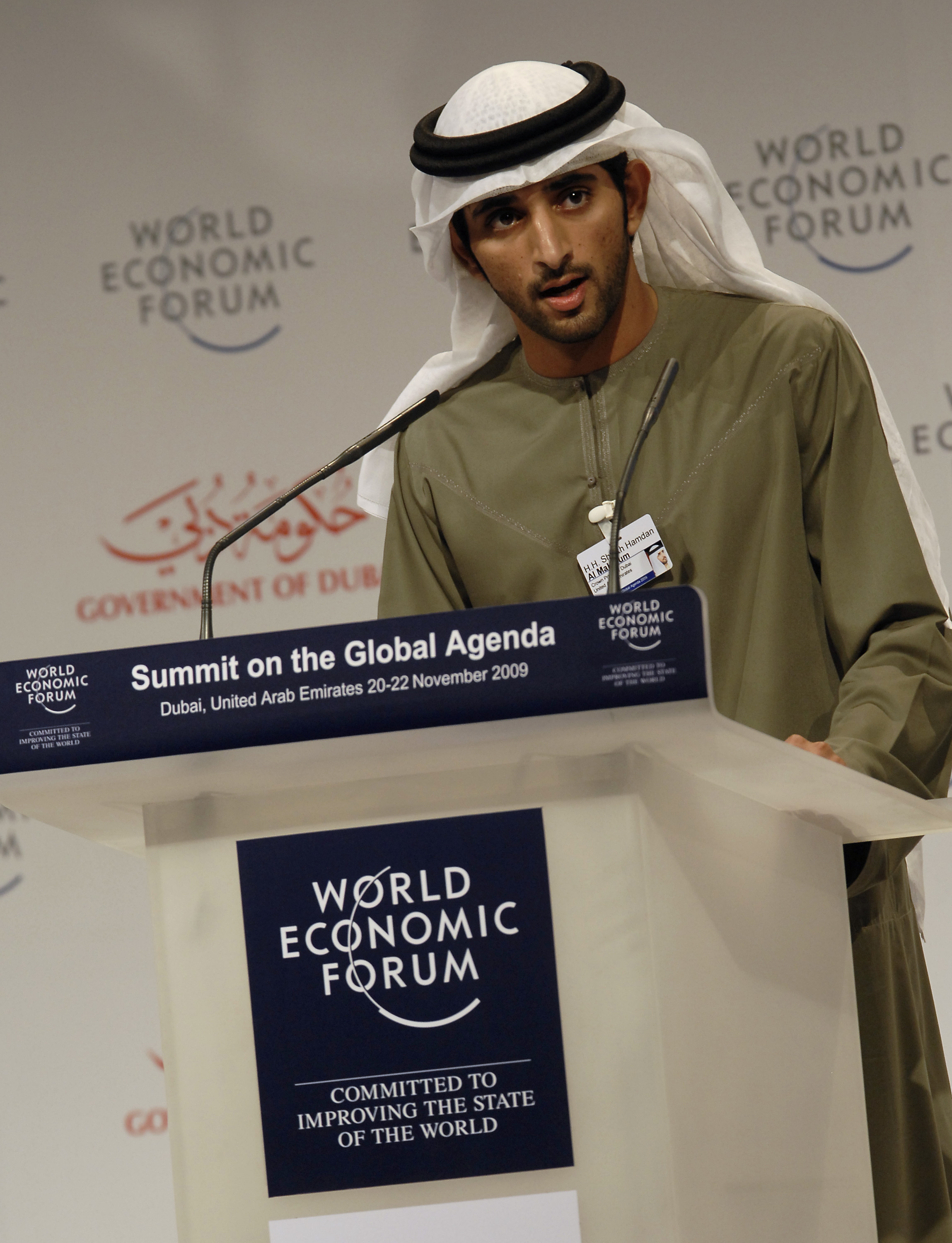
Hamdan bin Muhammad bin Raschid Al Maktum

Scheich Hamdan bin Muhammad bin Raschid Al Maktum (arabisch حمدان بن محمد بن راشد آل مكتوم; * 14. November 1982) ist der Erbprinz von Dubai und Sohn von Scheich Muhammad bin Raschid Al Maktum. Er ist außerdem Verteidigungsminister und stellvertretender Premierminister der VAE. 2014 wurde er Weltmeister im Distanzreiten.

## Ausbildung
Hamdan begann seine schulische Ausbildung an der Rashid School for Boys in Dubai. Nach dem Besuch der königlichen Militärakademie von Sandhurst in Großbritannien nahm er an einigen wirtschaftlichen Trainingsprogrammen an der London School of Economics und an der Dubai School of Government teil.

## Rollen und Positionen
Am 1. Februar 2008 wurde er von seinem Vater zum Erbprinzen von Dubai ernannt. Als Erbprinz berief er den Ökonomen John Calverley sowie den Hedgefonds-Magnaten James T. Naeem von HN Capital LLP zu seinen persönlichen Beratern. Er ist zudem der Vorsitzende des Sheikh Mohammed bin Rashid Establishment for Young Business Leaders sowie des Dubai Sportrats.
Seit Juli 2024 ist er außerdem Verteidigungsminister und stellvertretender Premierminister der VAE.

## Sport

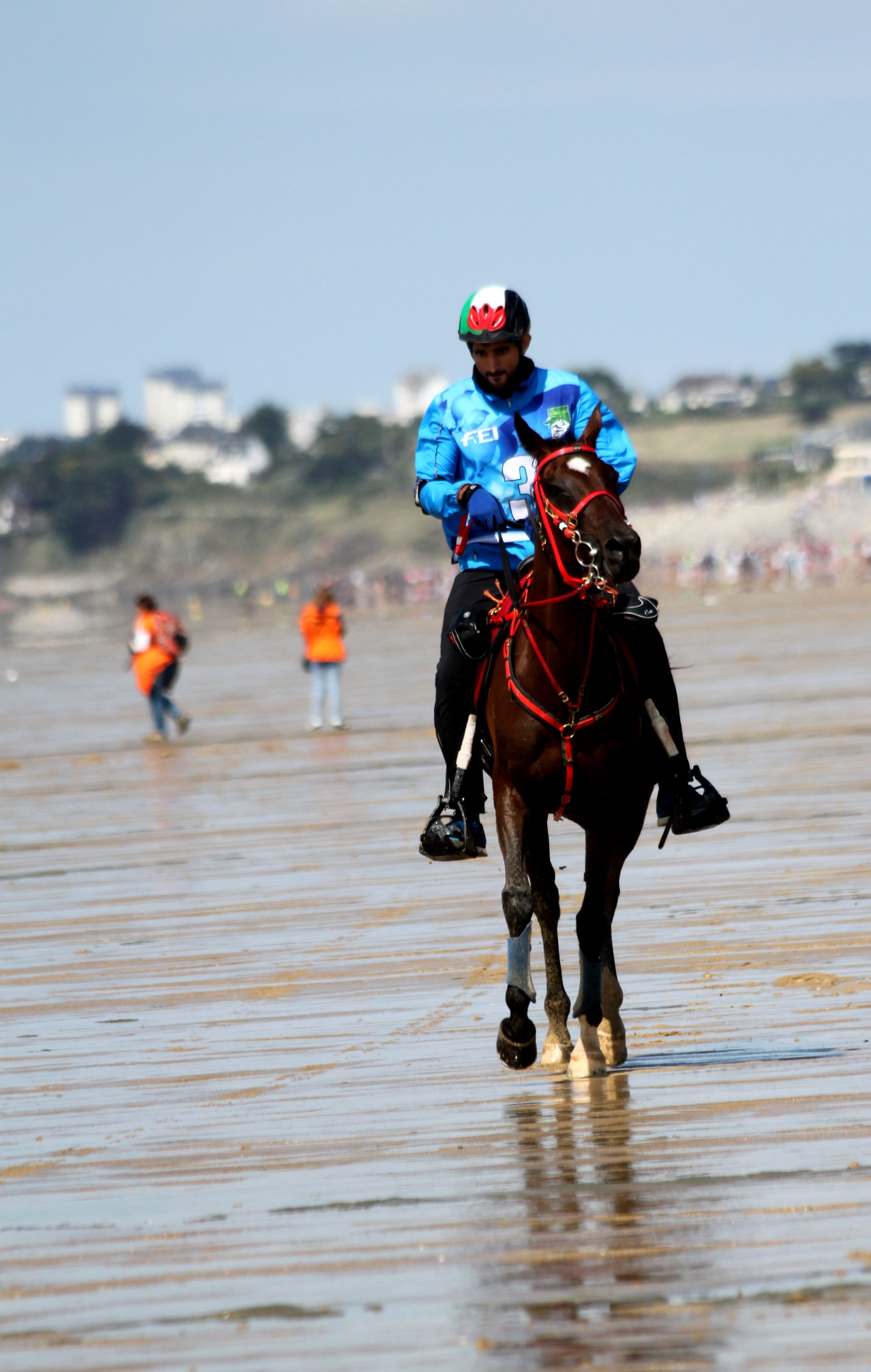
Hamdan in der Normandie (2014)

Hamdan ist auch als Sportler in der Disziplin Distanzreiten bekannt. International kann er in der Einzelwertung folgende Erfolge vorweisen:
- 1. Platz bei der Tattersalls Endurance Race 2000 in England
- Goldmedaille bei der Jugendweltmeisterschaft im Distanzreiten 2001 in Spanien
- 1. Platz beim King of Spain Endurance Cup 2002 in Spanien
- 1. Platz bei den offenen Europameisterschaften im Distanzreiten 2005 in Frankreich
- Bronzemedaille bei den Weltmeisterschaften im Distanzreiten 2010 (im Rahmen der Weltreiterspiele) mit Sas Alexis in Lexington (Kentucky)
- Silbermedaille bei den Panarabischen Spielen 2011 mit Muhannad in Katar
- Goldmedaille bei den Weltmeisterschaften im Distanzreiten 2014 (im Rahmen der Weltreiterspiele) mit Yamamah in Frankreich[2]

In der Teamwertung erlangte er folgende Siege:
- Goldmedaille bei der Europäischen Jugendmeisterschaft im Distanzreiten 1999 in Deutschland
- Goldmedaille bei der European Open Endurance Championship 1999 in Portugal
- Goldmedaille bei der Asian Games Endurance Championship 2006 in Katar
- Goldmedaille bei der Weltmeisterschaft im Distanzreiten 2008 in Malaysia
- Goldmedaille bei den Panarabischen Spielen 2011 mit Muhannad in Katar
- Goldmedaille bei der Weltmeisterschaft im Distanzreiten 2012 in Euston Park (Vereinigtes Königreich) mit Jsas[3]

## Familie
Hamdan heiratete 2019 in einer privaten Zeremonie, in der auch seine Brüder Maktum und Ahmed heirateten, seine Cousine Scheicha Al Maktum. Er ist Vater von zwei Söhnen und einer Tochter.
- Raschid (geboren am 21. Mai 2021)
- Scheicha (geboren am 21. Mai 2021)
- Muhammad (geboren am 25. Februar 2023)